# 張昇 (成化進士)
张昇（1444年—1517年），字啟昭，號柏崖，江西南城縣人。明朝状元、明朝礼部尚书。

## 生平
明朝成化四年戊戌科江西鄉試第八十三名舉人，二十六歲联捷成化五年（1469年）己丑科會試第二百四十名，一甲一名進士（狀元），授翰林院修撰，八年七月乞归省。十四年二月以皇太子出阁，改左春坊左赞善，充东宫讲读官，九年秩满，十五年十二月升左春坊左諭德，十九年七月充應天府鄉試考试官。丁憂歸。
弘治元年（1488年）二月，以侍从恩进左庶子兼翰林院侍读，仍加俸二级。内阁三大臣万安、刘吉、刘珝，人称“纸糊三阁老”，张昇因假天变上言，奏讦刘吉十事，孝宗认为张升挟私害人，被降调南京工部员外郎。以忧去。刘吉被罢免后，弘治五年（1492年）十月恢复原职，七年八月升少詹事兼侍讲学士，照旧办事。九年閏三月教习庶吉士，四月升礼部右侍郎，十二年六月进礼部左侍郎。弘治十五年二月，代傅瀚为礼部尚书。
正德初年，刘瑾弄权，张昇多次劝阻明武宗嬉遊怠政，之后連疏乞休，不允。正德二年（1507年）閏正月因忤逆刘瑾而謝病回乡，詔加太子太保。正德十二年卒。嘉靖初年追贈太子太傅，谥文僖。

## 著作
著有《易爻用六九说》、《张文僖集》即《柏崖文集》十四卷、《詩集》二十二卷、《和唐詩》十卷等。

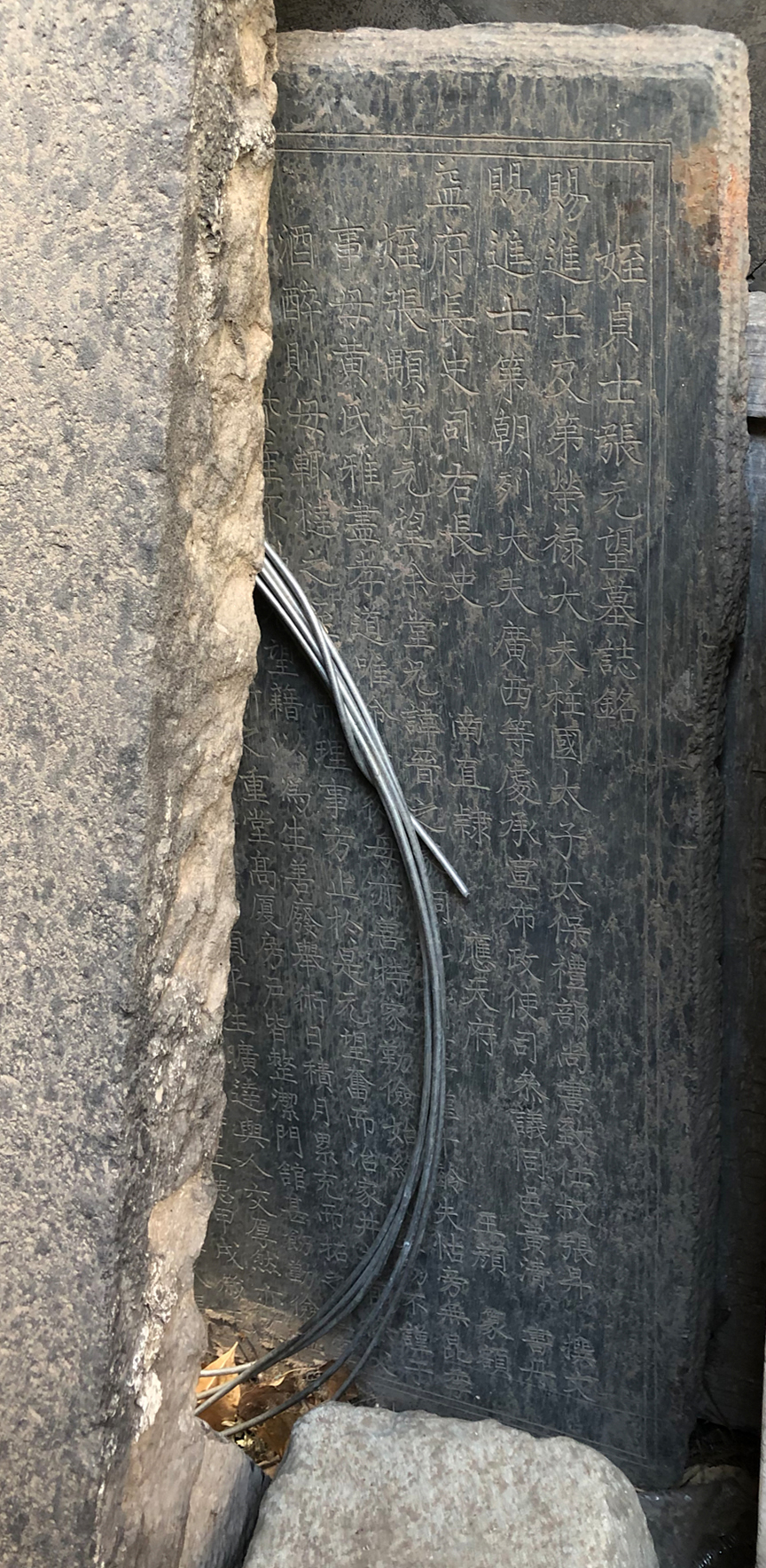
姪貞士張元望墓誌銘-成化五年己丑科狀元張昇撰文

## 家族
张昇是宋代名臣礼部尚书张大经（謚簡肅）的后裔，曾祖张循礼；祖父张德厚；父亲张文質，號篔窻。前母何氏，母饒氏，继母江氏。具庆下。長子张恩，字元锡，號两山，弘治十二年进士，官至浙江左布政使。次子张愈。孫张于岸（1489-1570年），號谷泉，太学生，以禮經舉順天乡试，授山东范县知县，历升泉州府通判。曾孫张寿朋，萬曆癸未进士。